# Libro del conocimiento
Il Libro del conocimiento è un manuale geografico e araldico castigliano del XIV secolo (datato circa 1385).
È scritto sotto forma di immaginario diario di viaggio autobiografico di un frate mendicante castigliano, mentre viaggia attraverso il mondo intero, conosciuto e fantasioso, dalle isole più occidentali dell'Atlantico, attraverso l'Europa, l'Asia, l'Africa e l'Artico, identificando tutte le terre, i re , i signori e le loro armature mentre li supera.
L'unica informazione esplicita è che l'autore anonimo afferma di essere nato in Castiglia nel 1305.